# 도시아
도시아(Dossia)는 미국의 대기업들이 자신들이 고용하고 있는 피고용인들에게 제공하기 위해 컨소시엄을 구성하여 만든 개인의료정보(PHR) 서비스이다. 마이크로소프트의 헬스볼트(HealthVault)나 구글 헬스와 같이 도시아는 현재 세계에서가장 큰 PHR(Personal Health Record ) 시스템의 하나이다. 그러나 헬스볼트나 구글헬스와는 달리 도시아는 오픈 소스 소프트웨어에 기반하고 있다는 점이 차이가 있다. 도시아는 2009년 여름 API를 공개하였다. 다른 PHR 서비스와는 달리, 도시아는 의료보험(Health Plan), 고용주, 의사에 상관없이 의료정보에 사용자가 접속할 수 있다. 사용자는 자신의 모든 의료정보를 전산화된 형태로 언제든지 다운로드 할 수 있다.

## 창립 기업
도시아는 자신의 종업원들에게 PHR을 제공하려는 AT&T, 어플라이드 머티어리얼즈, BP 아메리카, 카디널 헬스, 인텔, 피트니 보우스, 사노피 아벤티스, 월마트, 아브락시스 바이오사이언스, 뱅가드 헬스 시스템가 주도하여 설립하였다. 이 기업들이 고용하고 있는 수많은 피고용인들로 인해 도시아는 세계에서 가장 큰 PHR 시스템 중의 하나가 될 수 있었다.

## 역사
2006년 포츈 500대 기업 중 일부가 도시아 컨소시엄이라는 연합체를 구성하였다. 참여한 업체는 AT&T, 어플라이드 머티어리얼즈, BP 아메리카, 카디널 헬스, 인텔, 피트니 보우스, 사노피 아벤티스, 월마트, 뱅가드 헬스 시스템 등이다. 이후에 2009년 4월에는 도시아는 아브락시스 바이오사이언스가 창립회원으로 참여하였다고 발표하였다. 컨소시엄의 목표는 그들의 피고용인들이 Personally Controlled Health Records (PCHR)을 제공하여 건강에 대해 더 스마트하고 더 나은 결정을 하도록 돕기 위함이다. 컨소시엄은 컨소시엄의 피고용인, 관계자, 은퇴자들이 개인적이고 휴대가능한 PCHR을 유지할 수 있도록 웹 기반의 프레임워크를 개발하는데 투자하였다.
2008년 도시아 컨소시엄의 이사회 멤버들은 Dossia Foundation과 Dossia Service Corporation 등 두 개의 추가 조직을 만들기로 결정하였다. 도시아 파운데이션은 PCHR과 관련된 다양한 조사, 전략 등을 수행하여 헬스케어에서의 지식과 진보를 주도하는 것이 목적이다. Dossia Service Corporation는 PCHR 인프라와 서비스를 가입 피고용인과 고객들에게 제공하는 데 책임을 지고 있다.
또한 2008년에는 도시아는 보스턴 아동 병원(Children’s Hospital Boston)과 협력하여 의료정보리록의 전산화를 만들고 배포하고 운영하는 기술전문가와 가이던스를 제공하기로 합의하였다.
2008년 가을,에는 월마트가 도시아 컨소시엄 멤버로는 최초로 PCHR을 140만명의 피고용인들과 관계자에게 제공하게 되었다. 도시아의 CEO인 Colin Evans에 따르면, 다른 멤버들은 2009년 내에 피고용인들에게 서비스를 제공할 것이라고 한다.

## PHP(Personal Health Platform)
도시아 시스템은 개인들이 다양한 소스들로부터 그들의 의료정보를 디지털화된 형태로 수집하여 그들만의 개인적이고 휴대가능한 전산화된 의료정보로 만들어서 활용할 수 있도록 도와준다. 처음에는 데이터가 발생자의 데이터베이스와 환자 자신의 주석에서부터 오게 될 것이다. 시스템이 개발되면서, 추가적인 정보가 환자의 의료 차트와 다양한 소스들로부터 직접 오게 된다. 시스템이 제공하는 정보는 개인들이 자신의 건강을 관리하도록 도와주어 의사와 커뮤니케이션하데 도움을 주고 현재의 조각조각 분리된 종이기반의 시스템보다 더 완벽하고 정확한 의료정보를 보증할 것이다.

## 이사회 회원
도시아의 이사회는 포츈 500대기업의 다양한 산업 분야의 선도기업들로 구성되어 있다.
- Michael Critelli, Chairman, Board Of Directors, Dossia, Executive Chairman, Pitney Bowes
- Jean Paul Gagnon, Secretary, Board of Directors, Dossia Director of Public Policy, sanofi-aventis
- Monica Foster, Vice President of Benefits, Cardinal Health
- Craig Barrett, Chairman of the Board, Intel Corporation
- Karl Dalal, Director of U.S. Health and Welfare Benefits, BP America
- Adena Handly,Director, Healthcare Marketing, AT&T Business Solutions
- Diana Finucane, Director, Global Benefits Applied Materials
- Andrew Gold, Executive Director, Global Benefit Planning, Pitney Bowes
- Steven Lampkin, Vice President, Benefits Services and Strategic Initiatives, Walmart
- Patrick Soon-Shiong, M.D., Executive Chairman and Chief Executive Officer, Abraxis Health
- Brad Perkins, M.D., Executive VP Strategy and Innovation and Chief Transformation Officer, Vanguard Health Systems
- Richard G. A. Taylor, Vice President, Director, Human Resources, Intel Corporation

^ McGee, Marianne (2008-10-01). "Wal-Mart Rolls Out E-Health Records To All Employees". Information Week. pp. 2. Retrieved 2008-11-07.
^ "Dossia Open API". Retrieved 2008-11-07.
^ Moore, John. "Indivo Health: Further Details on Dossia Agreement". Retrieved 2008-11-07.
^ Moore, John. "Indivo Health: Further Details on Dossia Agreement". Retrieved 2008-11-07.
https://web.archive.org/web/20081211104250/http://www.dossia.org/